# Pagar Alam (Pendopo)
Pagar Alam is een bestuurslaag in het regentschap Empat Lawang van de provincie Zuid-Sumatra, Indonesië. Pagar Alam telt 2329 inwoners (volkstelling 2010).